# Moulaye Ould Mohamed Laghdhaf
Moulaye Ould Mohamed Laghdhaf (en arabe : مولاي ولد محمد الأغظف), né à Néma en 1957, est un homme d'État mauritanien, membre de la tribu tajakant, ancien Premier ministre de la Mauritanie de 2008 à 2014.

## Biographie
Moulaye Ould Mohamed Laghdhaf est ingénieur de formation, diplômé d'État en génie minéral chimique de l'École Mohammadia et docteur en chimie de l'Université de Bruxelles. Il a également obtenu un DESS de gestion à l'université libre de Bruxelles en 1996.
Le 14 août 2008 il est nommé Premier ministre par le Haut Conseil d’État présidé Mohamed Ould Abdel Aziz, dont il est un allié de longue date, et qui vient de renverser le gouvernement par un coup d'État. Il est affilié au Rassemblement des forces démocratiques (RFD), dont le dirigeant Ahmed Ould Daddah est ouvertement favorable au coup d'État,. Il restera Premier ministre jusqu'au 20 août 2014.
Le 19 janvier 2015 il est nommé ministre secrétaire général de la présidence de la République .
Il a également occupé le poste d'ambassadeur de Mauritanie auprès de l'Union européenne à Bruxelles.